# Avenida São João
L'Avenida São João est une des principales artères de la ville de São Paulo, au Brésil.

## Situation et accès
Tout au long du XXe siècle, l'avenue a atteint son apogée économique et social, ainsi que sa dégradation maximale. Dans la première moitié de ce siècle, c'était l'une des principales activités économiques et commerciales, bancaires et de services de la ville de São Paulo. L'intersection avec l'Avenida Ipiranga était considérée comme le cœur de la ville,.
Elle relie plusieurs points importants du centre-ville, dont le Altino Arantes.

## Origine du nom
Le nom « São João » fait référence à Saint Jean-Baptiste (São João Batista en portugais), un personnage majeur du christianisme.

## Historique

### Les origines et l'élargissement
Jusqu'au début du XXe siècle, la «Ladeira de Açu» avait encore une importance secondaire dans le tissu urbain. C'était une rue étroite, occupée par du commerce et de grandes fermes et une simple maison, qui abritait des familles moins riches de la société. L'animation gagnait la ladeira do Açu, où s'était ouvert un grand café, la petite rue Libero Badaro et la place tracée dans le prolongement du viaduc de Chá.
Avec l'exécution des «Plans d'amélioration», les travaux ont commencé entre 1913 et 1918 pour élargir la pente qui, comme prévu par le projet bouvard, occuperait une largeur de 30 m. De cette façon, et en comptant toujours sur un chantier de construction boisé central, où les tramways voyageraient, la «Ladeira de Acu» d'alors a été élevée à la catégorie d'avenue, L'avenida São João.
À partir de là, l'Avenida São João deviendrait la plaque tournante de l'élite de São Paulo, un point de rencontre pour des artistes et des intellectuels tels que Mário de Andrade, qui fréquentaient le Conservatoire dramatique et musical de São Paulo.

### L'apogée
À partir des années 1920, avec le succès des premières salles de projection, le cinéma se consolide comme une activité commerciale, ce qui conduit à la construction de salles plus sophistiquées, dotées de caractéristiques techniques adéquates. Le Centre de São Paulo abrite désormais un nombre croissant de salles de cinéma, principalement sur l'axe des avenues São João et Ipiranga, une région devenue le principal centre culturel et de divertissement de la ville dans la première moitié du XXe siècle et un point de rencontre pour les élites, en concentrant le commerce et les services raffinés.
En 1936, la construction de UFA-Palácio, conçue par Rino Levi, sur l'Avenida São João a représenté une étape importante dans la conception des cinémas, en résolvant des problèmes techniques et fonctionnels qui n'avaient pas été examinés auparavant. Il symbolisait la modernisation de la ville, consolidant ainsi l'Avenida São João en tant que couloir culturel et définissant une fois pour toutes l'emplacement de Cinelândia Paulistana. Du début des années 1940 jusqu'à la fin des années 1950, des dizaines de cinémas ont été ouverts au centre-ville de São Paulo, concentrés principalement dans la prestigieuse Cinelândia Paulistana.
La construction d'immeubles de residence et de bureaux, celle de grands hôtels modernes, de cinémas, l'ouverture de magasins d'automobile en ont sensiblement modifié l'aspect.

### Le déclin
Cependant, la décadence urbaine est survenue à partir des années 1970. L'inauguration surélevée de la Costa e Silva («Minhocão») a considérablement détérioré les environs de l'avenue, même dans les zones les plus appréciées jusqu'alors.
Dans le même temps, l'ouverture de l'Avenida Faria Lima (1965-1968) a ajouté à l'expansion et à la réurbanisation de l'Avenida Paulista (1970-1974) a créé de nouvelles centralités prestigieuses vers le sud-ouest de la ville - qui concentraient déjà les quartiers résidentiels les plus élevés louer - facilement accessible en voiture, mais pas relié au centre.

## Bâtiments remarquables et lieux de mémoire
- Edifício Altino Arantes
- Edifício Martinelli
- Palácio dos Correios (Poste Centrale)
- Praça das Artes
- Edifício Andraus
- Galeria Olido
- Galeria do Rock